# 乱馬的歌劇団御一行様
乱馬的歌劇団御一行様（らんまてきかげきだんごいっこうさま）は、テレビアニメ『らんま1/2』で結成された声優ユニット。

## メンバー
- 山口勝平（早乙女乱馬役）
- 林原めぐみ（女らんま役）
- 日髙のり子（天道あかね役）
- 緒方賢一（早乙女玄馬役）
- 大林隆介（天道早雲役）
- 高山みなみ（天道なびき役）
- 井上喜久子（天道かすみ役）
- 佐久間レイ（シャンプー役）

また、派生ユニットとして林原、日高、高山、井上、佐久間によるDoCo（CoCoのもじり）、林原、日高、佐久間による帯子（中国語でリボン、ribbonのもじり）がある。

## CD
『乱馬ダ☆RANMA』を1990年4月21日にポニーキャニオンよりリリース。らんま1/2 熱闘編のエンディング･テーマ（24~38話）に使用された。オリコンで28位を獲得。カップリングにはribbonの『リトル★デイト』を林原、日高、佐久間がカヴァーした曲を収録。

## 作詞
乱馬的歌劇団文芸部としてDoCoの曲を中心に作詞活動もしている。DoCoの「授業中の小学校」、「フクザツな両想い」、「彼」、乱馬&あかねの「乱馬とあかねのバラード」の作詞を手掛けており、また「乱馬ダ☆RANMA」の作詞もしている。